# The Last Few Bricks
The Last Few Bricks è un brano strumentale dei Pink Floyd, eseguito dal vivo in occasione del The Wall Tour tra il 1980 e il 1981.
Il brano fu proposto nuovamente dal bassista del gruppo Roger Waters a Berlino nel 1990 e nel suo più recente tour mondiale The Wall Live.

## Struttura
Il brano, nella versione degli anni '80, è costituito da sezioni di altre canzoni di The Wall eseguite precedentemente, tra cui The Happiest Days of Our Lives, Young Lust ed Empty Spaces. Durante l'esecuzione di questo brano si aveva il tempo di continuare la costruzione del muro perché l'ultimo mattone fosse inserito alla fine di Goodbye Cruel World. Nella versione berlinese, differente dalla prima, il brano costituisce un'unica traccia con Another Brick in the Wall (Part III), e il tema di Empty Spaces è preceduto da un intermezzo eseguito dall'orchestra. Anche qui la sua funzione non è tanto di costituire un brano autonomo quanto garantire la sincronia tra durata del concerto e costruzione del muro.